# Potentilla mujensis
Potentilla mujensis är en rosväxtart som beskrevs av V.I. Kurbatski. Potentilla mujensis ingår i Fingerörtssläktet som ingår i familjen rosväxter. Inga underarter finns listade i Catalogue of Life.